# 清河镇 (大竹县)
清河镇，是中华人民共和国四川省达州市大竹县下辖的一个乡镇级行政单位。該地原屬渠縣。2019年12月，撤销柏家乡，将其所属行政区域划归清河镇管辖。

## 行政区划
清河镇下辖以下地区：
街道社区、农新村、龙洞坝村、万里坪村、铁峰村、华光村、沙坝村、快活村、双龙寨村、金茂村和平滩村。